# Andrej Šumbera
Andrej Šumbera (* 29. srpna 1955, Praha) je český zlatník, sochař, restaurátor, fotograf a podnikatel.

## Život a tvorba
Vystudoval střední průmyslovou školu v Jablonci nad Nisou a Vysokou školu uměleckoprůmyslovou v Praze, ateliér kov a šperk, v němž byl žákem Aleny Novákové. Pracuje jako restaurátor ve svobodném povolání, často spolupracuje se svou manželkou, synem, Vladimírem Komňackým a dalšími spolupracovníky.

## Šperkařské a zlatnické práce
Účastnil se několika šperkařských sympózií v Turnově. Svými šperky je zastoupen ve sbírkách UPM v Praze, Muzea Českého ráje v Turnově, Moravské galerie v Brně a v mnoha soukromých sbírkách.

## Restaurátorské práce
- Restaurování románského Relikviáře svatého Maura: Alena Nováková jej v 90. letech 20. století přizvala ke spolupráci. Práci měli rozdělenou zhruba na polovinu, on ji po její smrti dokončil roku 2002 s dalšími dílčími spolupracovníky (Vladimír Komňacký, Jitka Malovaná, křišťály Petr Šťastný).
- Podílel se na restaurování relikviářů a křížů ve Svatovítském pokladu, zlaté monstrance z pokladu Biskupství olomouckého
- Restauroval sochu a vázu ze stříbrného náhrobku sv. Jana Nepomuckého v katedrále sv. Víta na Pražském hradě.
- Vytvořil faksimile gotické knižní desky Cim 3 z knihovny Metropolitní kapituly pražské.
- Restauroval stříbrnou románskou čelenku ze sbírek Národního muzea v Praze
- Restauroval několik monumentálních bronzových pomníků:
- jezdecký pomník císaře Františka I. v Lapidáriu Národního muzea; vytvořil také formu pro kopii do Františkových Lázní.
- pěší pomník císaře Františka Josefa I. v Lapidáriu Národního muzea; vytvořil také formu pro kopii do Františkových Lázní
- pomník maršálka Josefa Václava Radeckého v Lapidáriu Národního muzea.
- Restaurování sousoší sv. Václava na Václavském náměstí v Praze[1],
- Pomník Jana Husa na Staroměstském náměstí v Praze. Společně s Vladimírem Komňackým
- Rekonstrukce sochy Merkura na střeše domu v Pařížské ulici v Praze (společně s Vladimírem Komňackým.
- Restauroval památkově chráněnou sochu Vzlet autorů Valeriána Karouška a Jiřího Nováka.

## Digitální fotografie
Od 90. let se věnuje digitální fotografii, fotografoval například památkové objekty pro internetový portál Praha pražského magistrátu. Ve vlastním vydavatelství Digart vydal v letech 1994–2004 na CD několik fotografických alb (Lapidarium Národního muzea, Starověké bronzy z Náprstkova muzea, České korunovační klenoty, Relikviář sv. Maura).
Je členem komise pro kulturu, volný čas a náboženské společnosti Rady Městské části Praha 4.